# 1940年のスポーツ

## できごと
- 4月8日 - 国民体力法公布、17～19歳の男子の身体検査を義務付ける
- 6月5日～9日、東亜競技大会・東京大会開催（13日～16日 - 関西大会）
- 9月29日 - 馬事公苑竣工
- 10月20日 - 神宮水泳場床板張競技場竣工
- 10月27日 - 戸田ボートコース竣工

## 総合競技大会
- 第5回ガルミッシュパルテンキルヒェンオリンピック - 中止
- 第12回ヘルシンキオリンピック - 中止

- 第10回明治神宮国民体育大会（冬季氷上競技 - 2月2日～4日、冬季スキー - 2月8日～12日）
- 第11回明治神宮国民体育大会（夏季海洋競技 - 8月9日～11日、夏季水上競技 - 9月20日～23日、秋季 - 10月27日～11月3日）

## アイスホッケー
- スタンレーカップ決勝（1939-1940シーズン）
ニューヨーク・レンジャース （4勝2敗） トロント・メープルリーフス

## アメリカンフットボール
- NFLチャンピオンシップゲーム（12月8日）
シカゴ・ベアーズ（西） 73-0 ワシントン・レッドスキンズ（東）

## 大相撲
できごと
- 春場所より、幕内にふたたび東西制が施行された。（十両以下は総当たり制のまま）
- 夏に満州国各地で準場所形式の興行が行われた。
- 夏場所に上位力士で休場者が多かったので、新入幕の二瀬川政一が横綱男女ノ川と対戦した（横綱が地位とされてから初めて）。

幕内最高優勝
- 春（1月11日初日、両国国技館）:東横綱 双葉山定次（14勝1敗）
- 夏（5月9日初日、両国国技館）:西関脇 安藝ノ海節男（14勝1敗）

優勝旗手
- 春:東前頭2枚目 照國万蔵（12勝3敗）
- 夏:西関脇 安藝ノ海節男（14勝1敗）

十両優勝
- 春:二瀬川政一（11勝4敗）
- 夏:増位山大志郎（12勝3敗）

## 剣道・柔道・弓道
- 紀元二千六百年奉祝天覧武道大会（皇居内済寧館・6月18日～20日）

## ゴルフ

### 世界4大大会（男子）
- マスターズ優勝者：ジミー・デマレー（アメリカ）
- 全米オープン優勝者：ローソン・リトル（アメリカ）
- 全米プロゴルフ優勝者：バイロン・ネルソン（アメリカ）

第2次世界大戦の影響で、全英オープンは最も早く、この年から大会開催中止となった。

## 自転車競技

### ロードレース
- 第28回ジロ・デ・イタリア
総合優勝：ファウスト・コッピ（イタリア）
- ツール・ド・フランスは第二次世界大戦のため中止。

## テニス

### グランドスラム
- 全豪選手権　男子単優勝：エイドリアン・クイスト（オーストラリア）、女子単優勝：ナンシー・ウィン・ボルトン（オーストラリア）
- 全米選手権　男子単優勝：ドン・マクニール（アメリカ合衆国）、女子単優勝：アリス・マーブル（アメリカ）

第2次世界大戦のため、全仏選手権とウィンブルドン選手権が開催中止になる。全豪選手権はこの年まで行われていたが、1941年-1945年は中止された。戦時中でも全米選手権だけは毎年行われていた。

## 野球

### 日本

#### プロ野球
- 優勝:東京巨人軍　76勝28敗
  - 個人タイトル
    - 最優秀選手　　須田博（東京巨人軍）
    - 首位打者　　　鬼頭数雄（ライオン軍）　．321
    - 本塁打王　　　川上哲治（東京巨人軍）　9本
    - 打点王　　　　中島治康（東京巨人軍）　67点
    - 最多安打　　　鬼頭数雄（ライオン軍）　124本
    - 盗塁王　　　　石田政良（名古屋軍）　32個
    - 最優秀防御率　野口二郎（翼軍）　0.91
    - 最多勝利　　　須田博（東京巨人軍）　38勝
    - 最多奪三振　　亀田忠（黒鷲軍）　297個
    - 最高勝率　　　三輪八郎（阪神タイガース）．762

#### 東京大学野球
- 3月27日 - 春季2回総当たり・秋季1回総当たりに短縮決定。
  - 春 - 慶・明・立が7勝3敗（同率首位）、優勝預かりとなる。
  - 秋 - 明大が4勝1敗で優勝。

#### 中等野球
- 第17回全国選抜中等学校野球大会決勝（阪神甲子園球場・4月2日）
岐阜商業（岐阜県） 2-0 京都商業（京都府）
- 第26回全国中等学校優勝野球大会決勝（阪神甲子園球場・8月19日）
海草中学（和歌山県） 2-1 島田商業（静岡県）

### アメリカ大リーグ
- ワールドシリーズ
シンシナティ・レッズ（ナ・リーグ） （4勝3敗） デトロイト・タイガース（ア・リーグ）

## 誕生
- 1月3日 - 花原勉（山口県、レスリング）
- 1月12日 - 市口政光（大阪府、レスリング）
- 1月17日 - キプチョゲ・ケイノ（ケニア、陸上競技）
- 1月20日 - キャロル・ヘイズ（アメリカ、フィギュアスケート）
- 1月21日 - ジャック・ニクラス（アメリカ、ゴルフ）
- 1月29日 - 高橋国光（東京都、レーシングドライバー）
- 2月5日 - 千葉和雄（東京都、合気道）
- 2月24日 - デニス・ロー（イギリス、サッカー）
- 2月28日 - マリオ・アンドレッティ（アメリカ、レーシングドライバー）
- 3月6日 - ウィリー・スタージェル（アメリカ、野球、+2001年）
- 3月10日 - 足立光宏（大阪府、野球）
- 3月26日 - 海老原博幸（埼玉県、ボクシング、+1991年）
- 4月2日 - マイク・ヘイルウッド（イギリス、オートバイレーサー・レーシングドライバー +1981年）
- 4月3日 - 大石清（静岡県、野球）
- 4月5日 - 板東英二（徳島県、野球）
- 5月11日 - ヘルベルト・ミューラー（スイス、レーシングドライバー +1981年）
- 5月13日 - 円谷幸吉（福島県、陸上競技、+1968年）
- 5月20日 - 王貞治（東京都、野球）
- 5月29日 - 大鵬幸喜（北海道、相撲）
- 6月15日 - ケン・フレッチャー（オーストラリア、テニス、+2006年）
- 6月19日 - 張本勲（広島県、野球）
- 6月23日 - ウィルマ・ルドルフ（アメリカ、陸上競技、+1994年）
- 7月1日 - 福の花孝一（熊本県、相撲）
- 7月8日 - 金子正明（栃木県、レスリング）
- 7月18日 - ジョー・トーリ（アメリカ、野球）
- 7月23日 - サンダー杉山（愛知県、プロレス、+2002年）
- 9月6日 - 戸塚宏（愛知県、ヨット）
- 10月10日 - 早田卓次（和歌山県、体操）
- 10月21日 - 渡辺長武（北海道、レスリング）
- 10月23日 - ペレ（ブラジル、サッカー）
- 11月23日 - たこ八郎（宮城県、ボクシング、+1985年）
- 11月26日 - 琴櫻傑將（鳥取県、相撲、+2007年）
- 12月20日 - 辻佳紀（福井県、野球、+1989年）

## 死去
- 1月29日 - ネド・ナジ（イタリア、フェンシング、*1894年）
- 2月11日 - グンナー・ヘッケルト（フィンランド、陸上競技、*1910年）
- 3月9日 - 木村庄之助 (20代)（栃木県、相撲、*1876年）
- 3月26日 - スピリドン・ルイス（ギリシャ、陸上競技、*1873年）
- 3月27日 - ウォルター・ウェストン（イギリス、登山家、*1861年）
- 8月5日 - フレデリック・クック（アメリカ、探検家、*1865年）
- 8月16日 - アンリ・デグランジュ（フランス、自転車競技、*1865年）